# Рау, Альберт Павлович
Рау Альберт Павлович (род. 1 сентября 1960, пос. Валерьяновка, Тарановского района Кустанайской области) — политический государственный деятель Казахстана, Заместитель Председателя Мажилиса Парламента Республики Казахстан с 26 марта 2023 года, бывший Вице-министр по инвестициям и развитию Республики Казахстан и Аким Акмолинской области (2008—2010 годах).

## Биография
Родился 1 сентября 1960 года в пос. Валерьяновка Тарановского района Кустанайской области в семье депортированных немцев Поволжья.
В 1982 году окончил Рудненский индустриальный институт по специальности горный инженер-электрик.
Трудовую деятельность начал в 1982 году электрослесарем треста «Казшахторудстрой» города Рудный Кустанайской области.
Затем, после службы в рядах Советской Армии, с 1984 по 1991 год работал электромехаником, председателем профкома Куржункульского рудоуправления Кустанайской области.
С 1991 по 1992 год — заместитель начальника хозрасчетного коммерческого управления исполкома Лисаковского городского Совета народных депутатов Кустанайской области.
С 1992 по 1993 год — председатель Лисаковского городского Совета народных депутатов.
С 1993 по 1994 год — заместитель главы Лисаковской городской администрации.
С 1994 по 1995 год — глава Лисаковской городской администрации.
С 1995 по 2004 год — аким города Лисаковска
В 2004 году окончил Российскую Академию государственной службы при Президенте Российской Федерации по специальности менеджер государственного и муниципального управления.
С 2004 по 2007 год — заместитель акима Костанайской области.
С 2007 по 2008 год — председатель правления АО "Национальная компания "Социально — предпринимательская корпорация «Сарыарка».
С 2008 по 2010 год — аким Акмолинской области.
С 16 марта 2010 года — Первый вице-министр индустрии и новых технологий Республики Казахстан.
С 2014 -2017 год — Вице-министр по инвестициям и развитию Республики Казахстан.
с 13 марта 2017 года – депутат Мажилиса Парламента Республики Казахстан шестого созыва, член Комитета по финансам и бюджету, член Фракции партии "Нұр Отан" в Мажилисе Парламента Республики Казахстан.
с января 2021 года депутат Мажилиса Парламента Республики Казахстан седьмого созыва, председатель комитета по экономической реформе и региональному развитию, член Фракции партии "Нұр Отан" в Мажилисе Парламента Республики Казахстан
с марта 2023 года - депутат Мажилиса Парламента Республики Казахстан восьмого созыва, заместитель председателя Мажилиса Парламента, член Фракции партии "Аманат" в Мажилисе Парламента Республики Казахстан
с 17 октября 2017 года до октября 2021 года Председатель Попечительского Совета Общественного фонда "Казахстанское объединение немцев "Возрождение".

## Награды
- Орден «Барыс» I степени (2024);[6]
- Орден Парасат (2016)[7]
- Большой крест ордена «За заслуги перед Федеративной Республикой Германия» за вклад в развитие казахстано-германское сотрудничества (2016)[8]
- Орден «Достық» II степени (2004).
- Орден «Барыс» III степени (2010)[9]
- Юбилейная медаль «10 лет независимости Республики Казахстан» (2001).
- Юбилейная медаль «10 лет Астане»
- Почётный работник образования Республики Казахстан.
- Медаль «За вклад в создание Евразийского экономического союза» 1 степени (8 мая 2015, Высший совет Евразийского экономического союза)[10]
- Нагрудный знак «Кенші даңқы» 2 степени (2014)[11]
- Государственная премия Республики Казахстан 2017 года в области науки и техники имени аль-Фараби[12]
- Грамота Содружества Независимых Государств (17 июля 2017, Совет глав государств СНГ) — за активную работу по укреплению и развитию Содружества Независимых Государств[13]

## Общественная деятельность
Альберт Павлович вместе с сыном Алексеем на собственные средства построили спортзал в своей родной Валерьяновской школе. Помимо спорткомплекса семья Рау подарила школе спортивный инвентарь на сумму свыше полумиллиона тенге.
Когда Альберт Павлович пришел в «Возрождение», по его инициативе начал строиться новый казахстанско-немецкий центр в нашей столице на финансовые средства из Германии. Также в столице в 2017 году возвели лютеранскую церковь. Учеба немецкой молодежи, здание немецкого театра в Алматы, возможность изучать в школах немецкий язык и еще много других идей появилось в активе организации.